# Sporormia lignicola
Sporormia lignicola är en svampart som beskrevs av W. Phillips & Plowr. 1877. Sporormia lignicola ingår i släktet Sporormia och familjen Sporormiaceae.   Inga underarter finns listade i Catalogue of Life.